# یلوه سربلوطی
یلوه سربلوطی (نام علمی: Anurolimnas castaneiceps) نام یک گونه از تیره یلوگان است.